# Ajay Desai
Ajay Desai (* 1956 oder 1957; † 20. November 2020) war ein indischer Experte für Wildtiere und Tierschutz, der sich auf das Verhalten wilder Elefanten mit dem Schwerpunkt auf Wildtierkonflikte mit der menschlichen Besiedlung spezialisiert hatte.

## Leben und Wirken
Desais Familie stammte aus Konnur, Distrikt Bagalkot, in Karnataka und ließ sich später in Belagavi nieder. Nach seiner Ausbildung in Belagavi schloss Desai ein Aufbaustudium in Meeresbiologie an der Karnatak Universität ab.

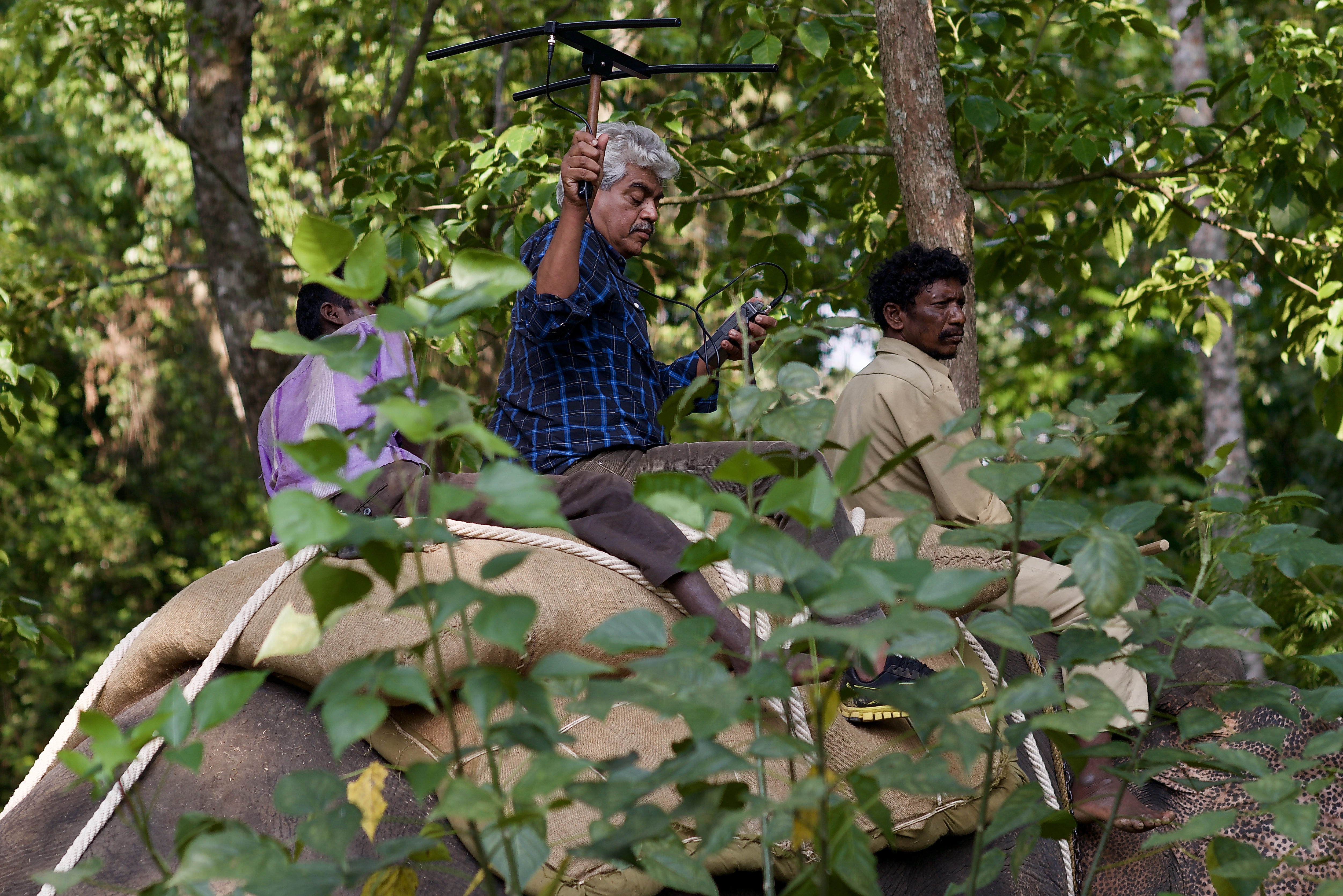
Desai verfolgt einen Elefanten per Funk. Alur Taluk, Bezirk Hassan, Bundesstaat Karnataka (2014)

Desai begann seine berufliche Laufbahn als Forscher bei der Bombay Natural History Society und verbrachte viele Jahre damit, das Hüten von Elefanten und deren Fährten in den indischen Reservaten von Mudumalai und in Sri Lanka zu studieren. Als Naturschützer und Experte für das Verhalten asiatischer Elefanten beschäftigte er sich mit den Konflikten, die die Nähe der Lebensräume von Wildtieren und Menschen mit sich bringen.
Seine Studie baute auf der Funkmarkierung von Elefanten auf, um deren Bewegungen zu verfolgen, und konzentrierte sich auf die Wanderung wilder Elefanten durch menschliche Siedlungen und landwirtschaftliche Flächen sowie die daraus resultierenden Schäden. In seinen Berichten argumentierte er, menschliche Handlungen, einschließlich der Entwaldung in der Nähe von Wildtiersiedlungen, seien die Ursache für Elefantenbewegungen in angrenzende Dörfer. Er setzte sich für die Schaffung von Korridoren für Tierbewegungen ein, um Natur und Tierwelt zu schützen.
Desai wurde vom Obersten Gerichtshof von Indien als Mitglied eines Komitees berufen, um den Sigur-Elefantenkorridor in Tamil Nadu zu untersuchen. Er hatte die Inspektion zwischen dem 7. und 9. November 2020 einige Tage vor seinem Tod abgeschlossen. Der indische Oberste Gerichtshof und dessen oberster Richter hatten auch seinen Namen für ein Komitee empfohlen, um die Auswirkungen des Kohlebergbaus auf das Ökosystem in der Nähe von Bergbaustandorten zu untersuchen. Dies war eine gerichtliche Anfechtung der Regierung des Bundesstaates Jharkhand gegen die Versteigerung von Kohleblöcken durch die Zentralregierung im Staat im Jahr 2020.
Desai wurde 2009 Mitglied des Srisailam Tiger Reserve Committee und Mitglied des Nagarhole Tiger Reserve Committee, das sich mit der Verlagerung von Wildtieren zwischen Nagarhole in Karnataka und Mudumalai in Tamil Nadu befasste. Sein Fokus lag auf der Untersuchung des Verhaltens von Tieren mit einem Schwerpunkt auf der Untersuchung von Wildtierkonflikten mit menschlichen Siedlungen.
Von 2005 bis 2015 war er Mitglied und Co-Vorsitzender der Fachgruppe für asiatische Elefanten bei der Internationalen Union für Naturschutz (IUCN). Ein Mitglied des Obersten Gerichtshofs von Karnataka bildete eine Task Force für Elefanten. Er war auch Mitglied der Task Force des indischen Ministeriums für Umwelt, Wald und Klimawandel, die den Nationalen Aktionsplan für Elefanten ausarbeitete und die Maßnahmen beschrieb, die das Ministerium ergreifen könnte, um Konflikte zwischen wilden Elefanten und Menschen abzumildern.
Außerdem war er Berater des World Wide Fund For Nature in Indien, des Wildlife Institute of India und der Biodiversitätsprogramme der Deutschen Gesellschaft für Internationale Zusammenarbeit (DIZ) zur Minderung von Elefantenkonflikten in den indischen Bundesstaaten Karnataka, Westbengalen, und Uttarakhand.
Desai war verheiratet und hatte zwei Kinder. Er starb am 20. November 2020 an einem Herzstillstand in seinem Haus in Belagavi in Karnataka im Alter von 63 Jahren.